# Madame porte la culotte
Pour les articles homonymes, voir Adam's Rib.
Pour plus de détails, voir Fiche technique et Distribution.
Madame porte la culotte (Adam's Rib) est une comédie romantique (sur fond de film de procès) réalisée par George Cukor, sortie en 1949.

## Synopsis

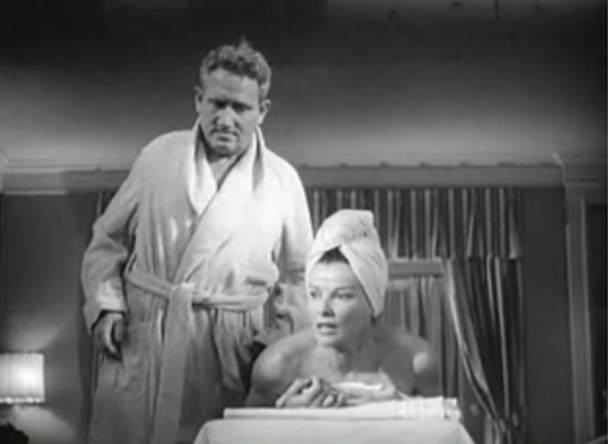
Spencer Tracy et Katharine Hepburn

Le procureur Adam Bonner (Spencer Tracy) se voit attribuer l'affaire d'une tentative d'assassinat d'une femme (Judy Holliday) contre son mari adultère (Tom Ewell). Amanda, la femme du procureur (Katharine Hepburn), avocate de son état est une féministe convaincue : elle décide de défendre l'accusée. Chacun des époux utilise tous les coups possibles pour gagner le procès et leur bataille dans le prétoire se répercute sur leur vie de couple.

## Fiche technique
Sauf indication contraire, les informations mentionnées dans cette section peuvent être confirmées par la base de données cinématographiques IMDb,  présente dans la section « Liens externes ».
- Titre : Madame porte la culotte[1]
- Titre original : Adam's rib
- Réalisation : George Cukor
- Scénario : Ruth Gordon, Garson Kanin
- Direction artistique : Cedric Gibbons, William Ferrari
- Décors : Edwin B. Willis
- Costumes : Walter Plunkett
- Photographie : George J. Folsey
- Montage : George Boemler
- Musique : Miklós Rózsa
- Production : Lawrence Weingarten
- Société de production : Metro-Goldwyn-Mayer
- Pays de production :  États-Unis
- Langue : Anglais
- Format : Noir et blanc - 1,37:1 - Mono (Western Electric Sound System) - 35 mm
- Genre : Comédie romantique, drame
- Durée : 101 minutes (1 h 41)
- Dates de sorties en salles : 
  - France : 3 novembre 1950
  - États-Unis : 18 novembre 1949

## Distribution
- Spencer Tracy (VF : Serge Nadaud) : Adam Bonner
- Katharine Hepburn (VF : Paula Dehelly) : Amanda Bonner
- Judy Holliday : Doris Attinger
- Tom Ewell (VF : Lucien Bryonne) : Warren Francis Attinger
- David Wayne (VF : Roland Menard) : Kip Lurie
- Jean Hagen : Beryl Caighn
- Hope Emerson : Olympia La Pere
- Eve March : Grace
- Clarence Kolb (VF : Paul Ville) : le juge Reiser
- Emerson Treacy : Jules Frikke
- Polly Moran : Mme McGrath
- Will Wright : le juge Marcasson
- Elizabeth Flournoy : Dr Margaret Brodeigh

et parmi les acteurs non-crédités
- Madge Blake : Mme Bonner
- Anna Q. Nilsson : Mme Poynter
- Janna De Loos : Mary
- William Self : Benjamin Klausner
- Paula Raymond : Emerald
- James Nolan : Dave
- Marvin Kaplan : le sténographe du tribunal
- Tommy Noonan : le journaliste
- Snub Pollard : un homme au tribunal

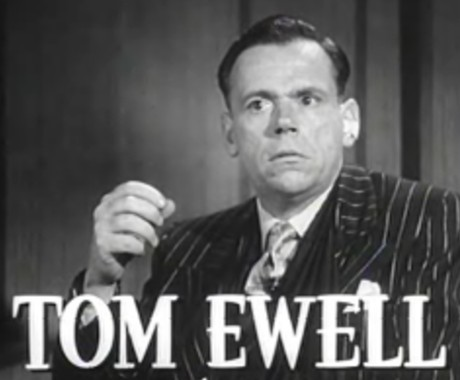
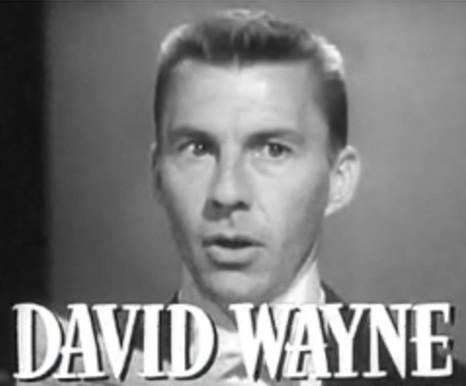
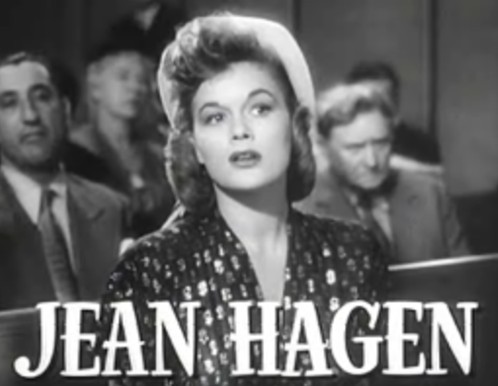
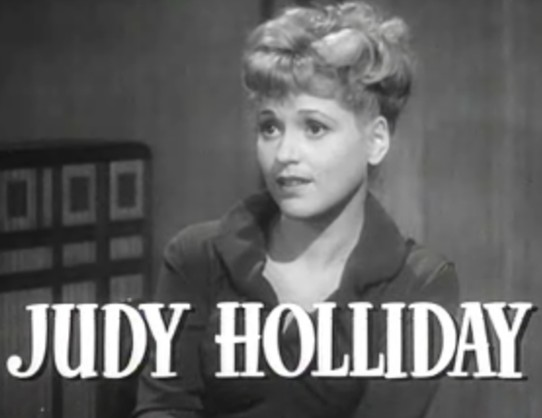

## Autour du film

### Anecdotes
- Le film fait partie des sept comédies répertoriées par le philosophe Stanley Cavell pour établir le genre de la comédie de remariage[3].
- Mariés dans le film, Spencer Tracy et Katharine Hepburn sont également en couple dans la vie (relation adultère, puisque Spencer Tracy est marié de son côté).
- Plusieurs scènes se déroulant dans l'appartement du couple, le spectateur européen peut mesurer l'énorme avance économique détenue par les ménages américains à la fin des années 40 : cuisine moderne, réfrigérateur, appartement clair et spacieux... niveau de vie que l'Europe n'atteindra pas avant une quinzaine d'années. En 1950, les États-Unis représentent à eux seuls la moitié de la richesse mondiale.

## Distinctions
| Date            | Distinction                     | Catégorie                                     | Nom                       | Résultat   |
| --------------- | ------------------------------- | --------------------------------------------- | ------------------------- | ---------- |
| 5 février 1950  | Writers Guild of America Awards | Meilleur scénario pour une comédie américaine | Ruth Gordon, Garson Kanin | Nomination |
| 28 février 1951 | Golden Globes                   | Meilleure actrice dans un second rôle         | Judy Holliday             | Nomination |
| 29 mars 1951    | Oscars du cinéma                | Meilleur scénario original                    | Ruth Gordon, Garson Kanin | Nomination |